# Wildseeloder
Wildseeloder är ett berg i Österrike.   Det ligger i distriktet Kitzbühel och förbundslandet Tyrolen, i den centrala delen av landet, 300 km väster om huvudstaden Wien. Toppen på Wildseeloder är 2 118 meter över havet, eller 342 meter över den omgivande terrängen.
Runt Wildseeloder är det ganska glesbefolkat, med 34 invånare per kvadratkilometer. Närmaste större samhälle är Fieberbrunn, 5,7 km norr om Wildseeloder.